# Cultură generală
Termenul cultură generală se referă la cunoașterile de orice natură pe care un individ le posedă. Acest concept este parte a proiectului umanist, care își are originea în paideia greacă, tradusă de Marco Tullius Cicero sub titulatura de Humanitas și care s-a unificat, în timpul Renașterii, cu artele liberale. Proiectul unei culturi generale este legat intrinsec de reflecții asupra naturii umane, fie concepută ca natura umană fie ca ceva de dincolo de naturalitatea culturii (sau a unei "a doua natură"). În timpul Epocii Clasice, cultura generală a constituit idealul omului onest. "Problematica culturii generale constă în ceea ce am putea denumi drept "criză a educației" Hannah Arendt.

## Humanitas-ul lui Cicero
Cicero a definit Humanitas-ul drept "tratamentul de aplicat copiilor, astfel încât aceștia să devină oameni" (Oratorul, I, 71, et II, 72). A consacrat, de asemenea, expresia "cultura sufletului" (cultura animi): "Cultura sufletului este filosofia: ea este cea care extirpă radical vicii, pune sufletele într-o stare de primire a semințelor, își sădește încrederea în ele și, ca să spunem așa, le inseminează pe acelea care, odată maturizate, vor da cele mai abundente recolte" Marco Tulius Cicero, Tusculanae.
Potrivit lui Cicero, cultura generală se distinge de educația dată copilului, deoarece cultura generală trebuie să fie urmărită, de persoana în cauză, de-a lungul întregii ei vieți. Acel ideal al culturii, din Grecia a secolului al iv-lea, a fost transmis până în zilele noastre, datorita încorporării în diferitele modele școlare.